# Бестеневой бокс
Бестенево́й бокс (лайткуб, световой куб, кублайт, англ. lightcube, cubelite) — приспособление для бестеневой предметной и макросъёмки. Использование бестеневого фотобокса позволяет обходиться без таких аксессуаров, как софтбокс, зонт и других рассеивателей. Главные преимущества лайткуба перед другими рассеивателями — это бестеневая съёмка и отсутствие отражений пространства студии в поверхности объекта фотосъёмки.
В простейшем варианте используется всего один источник света, в более продвинутых — несколько. Для наиболее лучшего результата применяются 2-3 источника света, расположенных сверху и по бокам. Также часто профессионалами используется синхронизация фотоаппарата с фотовспышками.
Распространённые конструкции представляют собой тканевую палатку с металлическим каркасом.
Также можно использовать свёрнутый в рулон вертикально стоящий лист полупрозрачного пластика или пластиковую канистру с вырезанной стенкой. При такой конструкции на стеклянных и металлических объектах съёмки не отражается каркас самого лайткуба.